# Bari oxide
Bari oxide, còn gọi là oxide bari (công thức BaO, còn được biết đến trong ngành gốm sứ và khai khoáng là baria) là một oxide của bari. Nó có phân tử gam bằng 153,3 g/mol, hệ số giãn nở nhiệt 0,129 (đơn vị ?), nhiệt độ nóng chảy 1923 °C. Là một chất hút ẩm, khi tiếp xúc với nước nó có phản ứng hóa học tỏa nhiệt tạo ra bari hyđroxide.
BaO cùng với CaO, SrO, MgO và BeO tạo thành nhóm oxide kiềm thổ. Oxide bari là oxide trợ chảy hoá trị hai nặng nhất. Nguồn thu BaO có thể gồm bari cacbonat, bari sulfat, baria.

## Trong vật liệu gốm
BaO được dùng trong vật liệu gốm nhóm trợ chảy. Nó có thể kết hợp với một số loại oxide khác tạo ra một số màu độc đáo; như kết hợp với đồng cho màu ngọc lam (turquoise) nổi tiếng.
Được dùng làm chất trợ chảy, oxide bari rất hoạt động và có thể cải thiện nhiều tính chất của men (như độ bóng, độ bền cơ và độ bền acid), làm tăng chiết suất của men, dù chỉ sử dụng một lượng nhỏ (nhiệt độ nung phải cao). Để dùng làm chất trợ chảy có hiệu quả, oxide bari được dùng chung với một số oxide trợ chảy khác (sử dụng ở dạng "thủy tinh", nó có thể trở nên "sẵn sàng hoạt động" dù ở nhiệt độ nung thấp).
Bari cacbonat rất bền, không bị phân hủy và "trơ hoá học" trong men nung chảy. Ở dạng cacbonat, nó có thể được dùng làm chất làm mờ và tạo độ cho mặt men. Oxide bari còn được nhiều người biết đến vì nó có thể cho mặt men "xỉn" mịn.

### Cảnh báo
Sử dụng hàm lượng cao oxide bari có thể bị ngộ độc do thẩm thấu (chất độc trong men hòa tan vào nước nếu sử dụng làm đồ chứa) do oxide bari bị thừa, không kết hợp hết hoàn toàn thành silicat không hòa tan trong nước. Một số loại đồ gốm đang được mua bán có công thức với hàm lượng bari cacbonat có thể là rất nguy hiểm. Nên xác định rõ lý do sử dụng oxide bari trong men vì nó độc, nếu có thể nên thay thế bằng các oxide khác. SrO có thể dùng thay cho BaO trong nhiều trường hợp.